# SD溶剤
SD溶剤（エスディーようざい）とは化学名1,2,4-トリメチルベンゼン（別名：プソイドクメン）と2,2,4,6,6-ペンタメチルヘプタン（別名：イソドデカン）の混合物からなる発泡スチロール減容化溶剤。日本国特許庁特許第3919785号。

## 物理的及び化学的性質
- 外観：無色透明液体
- 沸点：169〜182℃
- 初留点：169℃
- 融点：-43.8℃
- 引火点：49℃
- 発火点：413℃
- 爆発限界：知見なし
- 密度：0.83
- 溶媒に対する溶解性：水に難溶
- 発火性（自然発火性）：なし
- 酸化性：なし。

## ヒトへの健康影響
1. 急性毒性 知見なし
2. 刺激性 知見なし
3. 感作性 知見なし
4. 亜急性毒性 知見なし
5. 慢性毒性 知見なし

## 使用方法
SD溶剤で発泡スチロールを減容させることにより処理時に発生する発泡スチロール体積を少なくする。よって輸送効率をアップさせる。減容後は発泡スチロール蒸留分離装置によりポリスチレン樹脂とSD溶剤に分離され、SD溶剤は再度使用することができるリサイクル溶剤。蒸留分離で取出したポリスチレン樹脂は純度が高く品質が良い。